# Bagnoli di Sopra
Bagnoli di Sopra är en ort och kommun i provinsen Padova i regionen Veneto i Italien. Kommunen hade 3 538 invånare (2018).